# Gonystylus velutinus
Gonystylus velutinus är en tibastväxtart som beskrevs av Airyshaw. Gonystylus velutinus ingår i släktet Gonystylus och familjen tibastväxter. Inga underarter finns listade i Catalogue of Life.